# 金海東部消防署
金海東部消防署（キメドンブしょうぼうしょ）は慶尚南道消防本部所属の消防署である。

## 管轄区域
- 金海市（ただし、長有1、2、3洞、進永邑、進礼面、翰林面、酒村面を除く）

## 沿革
- 1946年11月30日 - 開署
- 1955年6月30日 - 消防隊に縮小
- 1982年12月16日 -  再開署
- 1990年3月19日　-　梁山郡の一部を梁山消防署に管轄変更。
- 2015年7月2日 - 金海西部消防署開設に伴い金海東部消防署に改称。

## 119安全センター
| 119安全センター     | 住所                        | 管轄区域                           | 地域隊 |
| ------------------- | --------------------------- | ---------------------------------- | ------ |
| 三政119安全センター | 金海市金海大路2507          | 金海市のうち活川洞、仏岩洞、大東面 | 大東   |
| 東上119安全センター | 金海市プンソン路335番地38-1 | 金海市のうち東上洞、会峴洞、府院洞 |        |
| 内外119安全センター | 金海市内外路77              | 金海市のうち内外洞、七山西部洞     |        |
| 北部119安全センター | 金海市ヘバンチョン路166     | 金海市のうち北部洞                 |        |
| 上東119安全センター | 金海市上東面上東路637       | 金海市のうち上東面                 |        |
| 生林119安全センター | 金海市生林面ポンニム路106   | 金海市のうち生林面                 |        |